# ديسنا (محافظة فينيتسا)
ديسنا (Десна) هي بلدة من النمط المدني في منطقة فينيتسا في محافظة فينيتسا في أوكرانيا. تقع على نهر ديسنا الرافد لنهر بوغ الجنوبي.
يبلغ عدد سكانها حوالي 1166 نسمة.